# Голям адронен ускорител
Големият адронен ускорител (или големият адронен колайдер) (на английски: LHC, Large Hadron Collider) е най-големият и мощен колайдер (ускорител на частици) в света, който се намира в Европейския център за ядрени изследвания CERN (Centre europeen de recherche nucleaire). Той е предназначен за ускоряване на насрещни снопове протони и тежки йони. Целта на проекта LHC е преди всичко да бъде открит Хигс бозонът – най-важната елементарна частица, предсказана теоретично от стандартния модел (СМ), но все още ненаблюдавана експериментално, а така също и да се търсят физически явления извън рамките на СМ. Планира се да се отдели внимание на изследването на свойствата на W и Z бозоните, на ядрените взаимодействия при свръхвисоки енергии и процесите на раждане и разпад на тежки кварки (b и t).

## Характеристики
Ускорителят е предназначен за изследване на реакциите при сблъсък на два потока (лъча) от високоенергетични протони със сумарна енергия, планирана да достигне 14 TeV (14·1012 електронволта, т.е. по 7 TeV за всеки лъч), а така също и на ядра на оловото с енергия 5,5 GeV (5,5·109 електронволта). Колайдерът ускорява лъчите до 99,9999991% от скоростта на светлината, или до 299 792 455 m/s (т.е. само с 3 m/s по-малко от нея).
Разположен е в Европейския център за ядрени изследвания CERN, в тунел с дължина на окръжността 27 km и на дълбочина от 50 до 175 m под френско-швейцарската граница в близост до Женева. Конструкцията съдържа 1624 свръхпроводящи електромагнита, които работят при температура 1,9 K (–271,25 °C). В построяването и експлоатацията му участват повече от 10 000 учени и инженери от 100 страни.

### Детектори
Съществена част от цялото съоръжение са детекторите на частици (4 основни и 3 спомагателни), известни с акронимите си:
- ALICE (A Large Ion Collider Experiment)
- ATLAS (A Toroidal LHC ApparatuS)
- CMS (на английски: Compact Muon Solenoid, CMS – Компактен мюонен соленоид)
- LHCb (The Large Hadron Collider beauty experiment)
- TOTEM (TOTal Elastic and diffractive cross section Measurement)
- LHCf (The Large Hadron Collider forward)
- MoEDAL (Monopole and Exotics Detector At the LHC).

ATLAS, CMS, ALICE, LHCb са големи детектори, разположени около точките на сблъсък на сноповете. Детекторите TOTEM и LHCf са спомагателни, отдалечени са на няколко десетки метра от точките на сблъсък и се използват успоредно с основните.

## История на строителството
Идеята за проекта LHC се ражда през 1984 г. и е официално одобрена десет години по-късно. Строителството му започва през 2001 г., когато е завършен предишният голям ускорител на CERN – електрон-позитронният ускорител LEP (Large Electron-Positron Collider). Големият адронен ускорител е официално открит на 21 октомври 2008.

## Първи тестове и експлоатация
Първият тест с ускорителя е извършен на 10 септември 2008. В единия край на тунела е пуснат протонен лъч с дебелина по-малко от човешки косъм и скорост, близка до тази на светлината.
На 30 март 2010 година е извършен първият успешен опит с високи енергии, когато са генерирани два протонни лъча, всеки с енергия 3,5 TeV (общо 7 TeV), което поставя началото на изследователската програма. Целта е да се достигнат енергии от 14 TeV.

## Нова частица
На 4 юли 2012, говорителите на опитите ATLAS и CMS обявяват, че са открили нова частица с маса 125.3 GeV ± 0.6 GeV, което я прави най-масивната наблюдавана елементарна частица. Новата частица е бозон и е вероятно да е предвидения от Стандартния модел бозон на Хигс. Стандартният модел не предвижда съществуването на други частици, освен бозона на Хигс, и следващите опити в ЦЕРН се очаква да покажат дали новооткритата частица е дълго търсения бозон на Хигс. Учените от ЦЕРН не изключват възможността освен свойствата, предречени от Стандартния модел, новооткритата частица да притежава и други, или да не е съвместима с бозона на Хигс, което ще отвори вратите за разработването на физични теории отвъд Стандартния модел.

### Българско участие
Учени от ИЯИЯE при БАН участват в експериментите с детектора Компактен мюонен соленоид (CMS) основно в две направления – в изграждането на адронния калориметър и йонните камери. Данните, набрани с този детектор, дават основание за оповестяване на вероятното откриване на Хигс бозона през юли 2012.